# Haarlems Dagblad
Haarlems Dagblad is een regionale ochtendkrant voor Haarlem en omstreken, te weten Haarlemmermeer en de noordelijke Bollenstreek (Hillegom en De Zilk). In 2013 bedroeg de oplage 28.766 exemplaren.

## Geschiedenis
Haarlem's Dagblad (met apostrof) verscheen voor het eerst in de zomer van 1883, als opvolger van het mislukte Haarlemsch Dagblad van uitgever H.M. van Dorp, dat slechts vier jaar had bestaan. Oprichter was Jan Michiel Bomans (1850-1909), grootvader van Godfried Bomans, die als volgt adverteerde: 'Drukkers-Uitgevers: Bomans en Co., te Haarlem'. De apostrof voor de genitief-s die Bomans in de titel gebruikte, werd na de Tweede Wereldoorlog geschrapt.

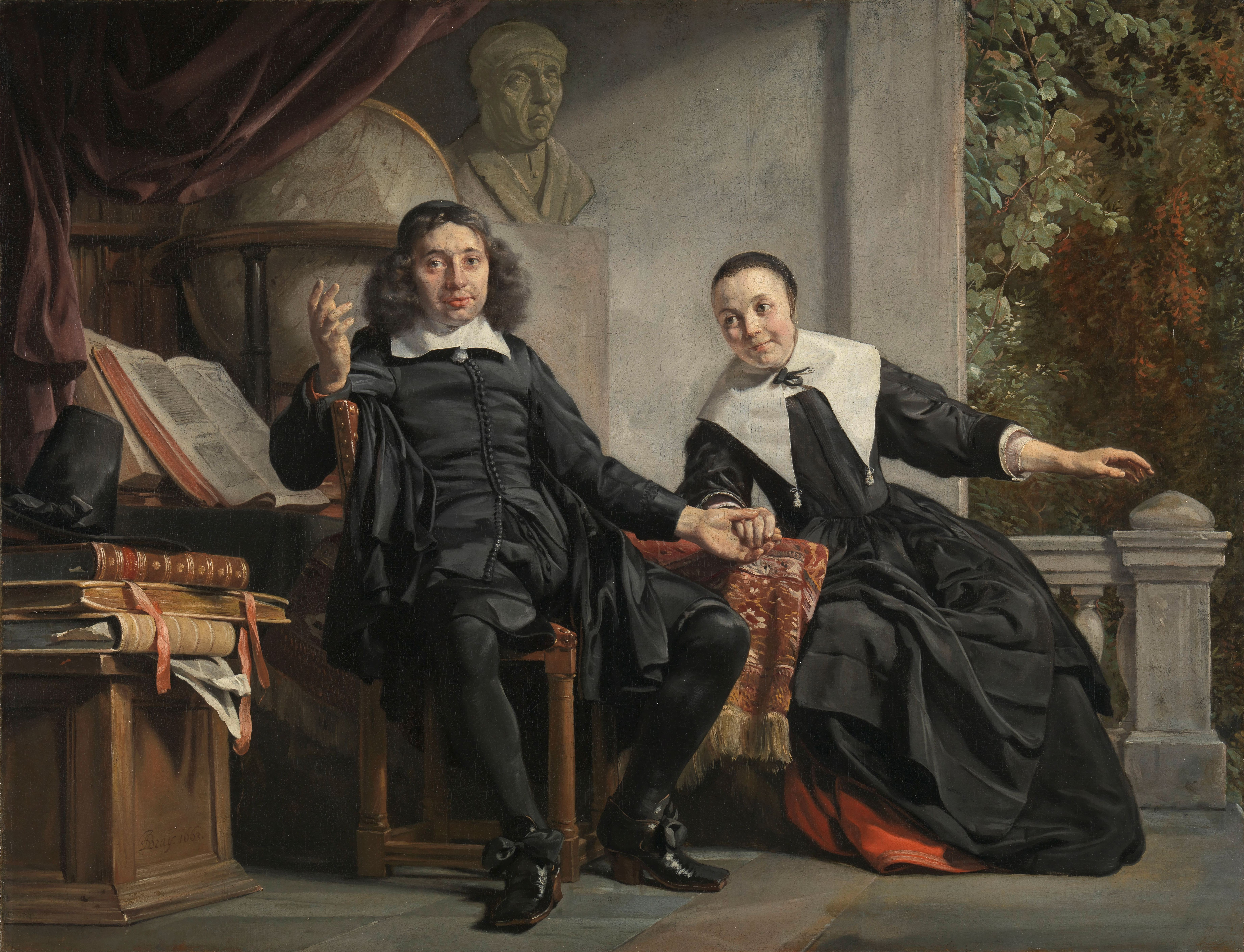
Abraham Casteleyn en zijn echtgenote Margarieta van Bancken (1663, Jan de Bray)

Gedurende de Tweede Wereldoorlog verplichtte de bezetter de twee dagbladen Haarlem's Dagblad en Opregte Haarlemsche Courant tot een fusie. Het fusieproduct, dat zich moest voegen naar de denkbeelden van de bezetter, kwam uit onder de titel Haarlemsche Courant. Op 5 april 1945 verscheen deze krant voor het laatst. Na de oorlog bleef de fusie gehandhaafd, maar de titel luidde vanaf toen: Haarlems Dagblad. Vanaf maandag 13 september 1948 kreeg de kop de toevoeging 'Oprechte Haarlemsche Courant 1656'.
De krant werd aanvankelijk uitgegeven door Damiate, vanaf 1992 door Hollandse Dagbladcombinatie en vanaf 2014 door Holland Media Combinatie. Sinds 2019 is Haarlems Dagblad een uitgave van Mediahuis Nederland.
Haarlems Dagblad was lange tijd een avondblad, maar werd in 2005 een ochtendblad. De krant, aanvankelijk op broadsheetformaat gedrukt, verscheen op 13 april 2013 voor het eerst op tabloidformaat.

## Oudste krant ter wereld
Haarlems Dagblad beweert de oudste nog steeds verschijnende krant ter wereld te zijn, omdat het dagblad ooit is samengegaan met de Opregte Haarlemsche Courant, dat al sinds de zeventiende eeuw bestond. Op 8 januari 1656 verscheen het eerste nummer van de Weeckelycke Courante van Europa, uitgegeven door de Haarlemse drukker Abraham Casteleyn en zijn vrouw Margaretha van Bancken. De laatste bleef leiding geven aan de firma na de dood van haar man. Een aantal jaren later kwam het blad tweemaal per week uit, weer later driemaal. De naam werd toen gewijzigd in Oprechte Haerlemsche Courant. De Zweedse Post och Inrikes Tidningar, opgericht in 1645, betwist de bewering, maar dit periodiek komt sinds 2007 nog slechts digitaal uit.
Ook in Nederland wordt de bewering betwist. De Leeuwarder Courant, het grootste regionale dagblad van Friesland, werd opgericht in 1752 en is daarmee de oudste, nog steeds onder dezelfde titel verschijnende, krant van Nederland.

## Bekende personen
Letterkundigen als Conrad Busken Huet en Eduard Douwes Dekker (alias Multatuli), schreven in de negentiende eeuw in de Oprechte Haerlemsche Courant. Rabbijn Simon de Vries, beroemd dankzij zijn in veel talen verschenen Joodsche riten en symbolen, schreef voor de oorlog wekelijks een column in deze krant over de joodse religie.
Lennaert Nijgh, Mart Smeets, Joost Prinsen, Erik van Muiswinkel, Pim Fortuyn en Brigitte Kaandorp hebben als columnist bijdragen geleverd aan Haarlems Dagblad. Ook journalisten als W.L. Brugsma, Ischa Meijer, Kees Sorgdrager en Frénk van der Linden werkten ooit op de Haarlemse burelen, evenals auteurs als Bies van Ede en Heleen van Royen.

## Uitglijders
Godfried Bomans en zijn vriend Harry Prenen richtten in 1936 voor de grap de Rijnlandsche Academie op, die een lang, geïllustreerd epistel naar de krant stuurde om te protesteren tegen de voorgenomen demping van de Bakenessergracht in de stad. De krant nam het ingekomen stuk serieus en drukte het in zijn geheel af. Het gevolg was wel dat het Hoogheemraadschap van demping afzag. Dat was overigens niet de enige uitglijder in haar lange historie. Zo bleef het concert van de jonge Mozart op het orgel in de Grote Kerk in 1766 in 'de Oprechte' onvermeld. Zelfs de ondergang van de Titanic in 1912 haalde de kolommen van Haarlem's Dagblad niet toen het nieuws de wereld over ging. Volgens de overlevering vond de dienstdoende redacteur, dit was overigens de toen nog jonge Hendrik Andriessen, het rampbericht van geen belang.

## Zonder lidwoord
Hoewel veel Haarlemmers spreken over het Haarlems Dagblad, hoort dat lidwoord er officieel niet bij. 'Haarlem' wordt in de titel niet bijvoeglijk gebruikt, maar staat in de genitief. Dat blijkt ook uit de vroegere schrijfwijze Haarlem's Dagblad, met een apostrof voor de genitief-s. De titel moet dus eigenlijk gelezen worden als 'Het Dagblad van Haarlem' en niet als 'Het Haarlemse Dagblad'.